# كويزي يوناني
كويزي يوناني (الاسم العلمي: Cantharellus yunnanensis) هو نوع من الفطريات يتبع جنس الكويزي من فصيلة الكويزية.